# Danbury (Texas)
Danbury és una població dels Estats Units a l'estat de Texas. Segons el cens del 2000 tenia 1.611 habitants.

## Demografia
Segons el cens del 2000, Danbury tenia 1.611 habitants, 554 habitatges, i 442 famílies. La densitat de població era de 647,9 habitants/km².
Dels 554 habitatges en un 46,6% hi vivien nens de menys de 18 anys, en un 63,7% hi vivien parelles casades, en un 11,6% dones solteres, i en un 20,2% no eren unitats familiars. En el 18,1% dels habitatges hi vivien persones soles el 7,8% de les quals corresponia a persones de 65 anys o més que vivien soles. El nombre mitjà de persones vivint en cada habitatge era de 2,91 i el nombre mitjà de persones que vivien en cada família era de 3,3.
Per edats la població es repartia de la següent manera: un 31,9% tenia menys de 18 anys, un 9,9% entre 18 i 24, un 29,5% entre 25 i 44, un 20,4% de 45 a 60 i un 8,3% 65 anys o més.
L'edat mediana era de 32 anys. Per cada 100 dones de 18 o més anys hi havia 95,5 homes.
La renda mediana per habitatge era de 50.536 $ i la renda mediana per família de 56.250 $. Els homes tenien una renda mediana de 44.250 $ mentre que les dones 25.893 $. La renda per capita de la població era de 17.565 $. Aproximadament el 6% de les famílies i el 7,6% de la població estaven per davall del llindar de pobresa.

## Poblacions més properes
El següent diagrama mostra les poblacions més properes.